# 6 Lieder aus Jucunde, Op. 23
6 Lieder aus Jucunde, Op. 23 és un cicle de cançons compost per Clara Wieck a partir de textos de Hermann Rollet.

## Context compositiu
La tasca compositiva de Clara Wieck es va reduir significativament després de casar-se amb Robert Schumann. Tot i això, quan a principis de 1853 la família Schumann es va traslladar a Dusseldorf, Clara va poder disposar de les condicions materials necessàries per practicar i per tornar a compondre.
Durant el gener de 1853, Robert Schumann es va interessar especialment per la musicalitat de l'obra Jucunde', de l'escriptor Hermann Rollet, poeta austríac poc conegut. L'estiu d'aquell mateix any, Clara va compondre diverses obres, entre les quals els 6 Lieder aus Jucunde (Sis cançons sobre Jucunde) per a veu i piano Op. 23. Foren publicades entre 1855 i 1866 a Leipzig.
El desembre de 1856, en una visita a Viena, Clara va conèixer per primera vegada Hermann Rollet. En aquella ocasió, la compositora li va entregar una còpia dels 6 Lieder aus Jucunde amb una dedicatòria a "l'estimat poeta, amb amables records".

## Característiques musicals
Tot i que els textos de Rollet són relativament senzills i de temàtica força sentimental, les composicions que Clara Wieck Schumann va fer són notablement originals, amb canvis harmònics i girs melòdics inesperats. Tant el piano com la veu de l'Op. 23 mostren una gran independència, i els acompanyaments estan dotats d'una gran varietat rítmica i flexibilitat. Algunes de les cançons (com "Was weinst du, Blümlein" o "Das ist ein Tag, der klingen mag") destaquen pel seu caràcter enjogassat; les evocacions del vosc, les flors i els ocells doten el conjunt de cançons d'una atmosfera alegre i animada poc freqüent a les obres de Clara Wieck Schumann.
"Was weinst du, Blümlein" és una cançó estròfica que experimenta un gir al mode menor al principi de la segona estrofa. La cançó comença amb el cant, que fa una melodia independent de l'acompanyament de piano. La compositora reflecteix amb la música l'estructura de pregunta-resposta entre la veu poètica i la flor.
"An einem lichten Morgen" és una cançó organitzada en parelles de versos amb estructura ABAB. La repetició dels dos darrers versos de cada B contribueix a crear una estructura bipartita, amb el mateix interludi de piano després de cada estrofa.
"Geheimes Flüstern" és estròfica. Després d'una introducció del piano, la veu comença amb una melodia independent mentre el patró del preludi n'esdevé l'acompanyament. La melodia de la introducció de piano es repeteix després de cada vers.
"Das ist ein Tag, der klingen mag" planteja una part vocal animada, apropiada per reflectir l'alegria de la natura descrita al poema. La compositora fa servir recursos musicals descriptius: just abans del darrer vers de la primera estrofa, "der Jäger bläst in's Horn" ("el caçador fa bufar el seu corn"), el piano imita una estrident crida de trompes de caça. Al tercer vers de la segona estrofa, "Das Echo tönt" ("l'eco ressona"), el piano repeteix el mateix gest diverses vegades.
L'última cançó del conjunt, "O Lust, O Lust" (Oh joia, oh joia) té un acompanyament abrupte, i, com "An einem Lichten Morgen", està organitzada a partir de parelles de versos. Un interludi de piano, amb idees ja exposades a la introducció, tanca cada estrofa.

## Els poemes

### Was weinst du, Blümlein
Was weinst du, Blümlein, im Morgenschein?

Das Blümlein lachte: Was fällt dir ein!

Ich bin ja fröhlich, ich weine nicht –

Die Freudenträne durch’s Aug’ mir bricht.

Du Morgenhimmel, bist blutig rot,

Als läge deine Sonne im Meere tot?

Da lacht der Himmel und ruft mich an:

Ich streue ja Rosen auf ihre Bahn!

Und strahlend flammte die Sonn' hervor,

Die Blumen blühten freudig empor.

Des Baches Wellen jauchzten auf,

Und die Sonne lachte freundlich darauf.

### An einem lichten Morgen
An einem lichten Morgen,

Da klingt es hell im Tal:

Wach’ auf, du liebe Blume,

Ich bin der Sonnenstrahl!

Erschließe mit Vertrauen

Dein Blütenkämmerlein

Und laß die heiße Liebe

In's Heiligtum hinein.

Ich will ja nichts verlangen

Als liegen dir im Schoß

Und deine Blüte küssen,

Eh’ sie verwelkt im Moos.

Ich will ja nichts begehren

Als ruh’n an deiner Brust

Und dich dafür verklären

Mit sonnenheller Lust.

### Geheimes Flüstern hier und dort
Geheimes Flüstern hier und dort,

Verborg’nes Quellenrauschen,

O Wald, o Wald, geweihter Ort,

Laß mich des Liebens reinstes Wort,

in Zweig und Blatt belauschen!

Und schreit’ ich in den Wald hinaus,

Da grüßen mich die Bäume,

Du liebes, freies Gotteshaus,

Du schließest mich mit Sturmgebraus

In deine kühlen Räume!

Was leise mich umschwebt, umklingt,

Ich will es treu bewahren,

Und was mir tief zum Herzen dringt,

Will ich, vom Geist der Lieb’ beschwingt,

In Liedern offenbaren!

### Auf einem grünen Hügel
Auf einem grünen Hügel,

Da steht ein Röslein hell,

Und wenn ich rot, rot Röslein seh’,

So rot wie lauter Liebe,

Möcht’ weinen ich zur Stell'!

Auf einem grünen Hügel,

Da stehn zwei Blümlein blau,

Und wenn ich blau, blau Blümlein seh’,

So blau, wie blaue Äuglein,

Durch Tränen ich sie schau’!

Auf einem grünen Hügel,

Da singt ein Vögelein;

Mir ist’s, als säng’s: Wer niemals Leid,

Recht großes Leid erfahren,

Wird nie recht glücklich sein.

### Das ist ein Tag, der klingen mag
Das ist ein Tag, der klingen mag –

Die Wachtel schlägt im Korn,

Die Lerche jauchzt mit Jubelschlag

Wohl überm hellen grünen Hag,

Der Jäger bläst in's Horn.

Frau Nachtigall ruft süßen Schall,

Durch’s Laub ein Flüstern zieht,

Das Echo tönt im Widerhall,

Es klingt und singt allüberall,

Das ist ein Frühlingslied.

### O Lust, o Lust
O Lust, o Lust, vom Berg ein Lied

In's Land hinab zu singen!

Der kleinste Ton hinunter zieht,

So wie auf Riesenschwingen!

Der stillste Hauch aus lauter Brust,

In Leid und Lust entrungen,

Er wird zum Klange, unbewußt

Für alle Welt gesungen.

Es schwingt sich erd- und himmelwärts

Der Seele klingend Sehnen,

Und fällt der ganzen Welt an's Herz –

Ob freudig, ob in Tränen.

Was still sonst nur die Brust durchzieht,

Fliegt aus auf lauten Schwingen

O Lust, o Lust, vom Berg ein Lied

In's Land hinab zu singen!